# Laversine
Laversine település Franciaországban, Aisne megyében. Lakosainak száma 156 fő (2022. január 1.). Laversine Ambleny, Cœuvres-et-Valsery, Cutry, Montigny-Lengrain, Mortefontaine és Saint-Bandry községekkel határos.

## Népesség
A település népességének változása:
| Lakosok száma | 83   | 69   | 84   | 135  | 168  | 163  | 159  | 160  | 159  | 156  |
|               | 1968 | 1982 | 1990 | 2006 | 2013 | 2015 | 2017 | 2019 | 2020 | 2022 |